# Sinningia sulcata
Sinningia sulcata là một loài thực vật có hoa trong họ Tai voi. Loài này được (Rusby) Wiehler miêu tả khoa học đầu tiên năm 1978.